# Comuna Dumbrava, Prahova
Dumbrava (în trecut, Netoți) este o comună în județul Prahova, Muntenia, România, formată din satele Ciupelnița, Cornu de Sus, Dumbrava (reședința), Trestienii de Jos, Trestienii de Sus și Zănoaga.

## Așezare
Comuna se află în partea ușor sud-estică a județului, pe malul stâng al Teleajenului în zona cursului său inferior. Este străbătută de autostrada A3 București–Ploiești, din care pe teritoriul comunei, se ramifică autostrada A7 spre Buzău. Comuna însăși nu este deservită de vreun nod pe cele două autostrăzi, dar acesta este planificat. Comuna este deservită de șoseaua județeană DJ101F, care o leagă spre sud de Drăgănești și spre nord de Valea Călugărească (unde se termină în DN1B). Prin comună trece și calea ferată Ploiești-Urziceni, pe care este deservită de stația Zănoaga.

## Demografie
Componența etnică a comunei Dumbrava
     Români (75,98%)
     Romi (16,97%)
     Alte etnii (0,07%)
     Necunoscută (6,98%)
Componența confesională a comunei Dumbrava
     Ortodocși (90,05%)
     Alte religii (1,15%)
     Necunoscută (8,8%)
Conform recensământului efectuat în 2021, populația comunei Dumbrava se ridică la 4.342 de locuitori, în scădere față de recensământul anterior din 2011, când fuseseră înregistrați 4.505 locuitori. Majoritatea locuitorilor sunt români (75,98%), cu o minoritate de romi (16,97%), iar pentru 6,98% nu se cunoaște apartenența etnică. Din punct de vedere confesional, majoritatea locuitorilor sunt ortodocși (90,05%), iar pentru 8,8% nu se cunoaște apartenența confesională.

## Politică și administrație
Comuna Dumbrava este administrată de un primar și un consiliu local compus din 13 consilieri. Primarul, Marian Apostol[*], de la Partidul Național Liberal, este în funcție din iunie 2017. Începând cu alegerile locale din 2024, consiliul local are următoarea componență pe partide politice:
|  | Partid                    | Consilieri | Componența Consiliului | Componența Consiliului | Componența Consiliului | Componența Consiliului | Componența Consiliului | Componența Consiliului | Componența Consiliului | Componența Consiliului | Componența Consiliului | Componența Consiliului |
|  | ------------------------- | ---------- | ---------------------- | ---------------------- | ---------------------- | ---------------------- | ---------------------- | ---------------------- | ---------------------- | ---------------------- | ---------------------- | ---------------------- |
|  | Partidul Național Liberal | 10         |                        |                        |                        |                        |                        |                        |                        |                        |                        |                        |
|  | Partidul Social Democrat  | 2          |                        |                        |                        |                        |                        |                        |                        |                        |                        |                        |
|  | Uniunea Salvați România   | 1          |                        |                        |                        |                        |                        |                        |                        |                        |                        |                        |

## Istorie
În 1871, comuna purta numele de Netoți, se afla în plasa Câmpu, avea o populație de 1040 de locuitori și era formată din satele: Netoți (reședința), Trestienii de Sus și Zănoaga.
La sfârșitul secolului al XIX-lea, comuna se numea Netoți, făcea parte din plasa Câmpul a județului Prahova și avea în componență satele Netoți, Trestienii de Jos și Zănoaga, totalizând 1216 locuitori. Pe teritoriul actual al comunei erau atunci organizate alte două comune. Astfel, comuna Ciupelnița cuprindea satele Ciupelnița și Trestieni,
având în total 693 de locuitori și 2 biserici, una în fiecare sat. 14 dintre copiii de vârstă școlară mergeau la școală în comuna Cornurile. Din aceasta din urmă făcea parte și satul Cornu de Sus.
În 1925, comunele aveau aceeași compoziție și făceau parte din plasa Drăgănești a aceluiași județ; comuna Netoți avea 1598 de locuitori, comuna Ciupelnița avea 1478 de locuitori, iar comuna Cornurile — 2060. În 1931, comuna Netoți a luat numele de Dumbrava, ca și satul ei de reședință, iar în 1950 cele două comune au fost arondate raionului Urlați din regiunea Prahova și apoi (după 1952) raionului Ploiești din regiunea Ploiești. În 1968, comunele Netoți și Ciupelnița au fost comasate, iar comunei i-a fost arondat și satul Cornu de Sus din comuna desființată Cornurile și a fost inclusă în județul Prahova, reînființat.

## Monumente istorice
Trei obiective din comuna Dumbrava sunt incluse în lista monumentelor istorice din județul Prahova ca monumente de interes local, toate fiind situate în satul Zănoaga. Două sunt monumente de arhitectură — ruinele podului peste Teleajen (secolele al XVI-lea–al XVII-lea); și biserica „Sfinții Împărați” (secolul al XVIII-lea, refăcută în 1885) — iar al treilea, crucea de piatră (1835) din incinta bisericii, este clasificat ca monument memorial sau funerar.

## Stema

### Descriere
Stema comunei Dumbrava, potrivit anexei nr. 1.2 din Hotărârea de Guvern numărul 1184/2005, publicată în Monitorul Oficial al României numărul 904 din 10 octombrie 2005, se compune dintr-un scut triunghiular cu marginile rotunjite. În câmp albastru este reprezentată o pădure (dumbravă) de argint, pe o terasă verde. Scutul este trimbrat de o coroană murală de argint cu un turn crenelat.

### Semnificațiile elementelor însumate
Pădurea de stejari sau dumbrava face referire la denumirea localității.
Coroana murală cu un turn crenelat semnifică faptul că localitatea are rangul de comună.